# Méchanceté
 (janvier 2021).
- Si vous ne connaissez pas le sujet, laissez ce bandeau (vous pouvez alors contacter les auteurs).
- Si vous supprimez le contenu mis en cause (vous pouvez préalablement contacter les auteurs),

argumentez précisément cette suppression dans la page de discussion
(un manque de référence n'est pas un argument ; une recherche réelle de référence doit avoir été effectuée, être formellement documentée).
La méchanceté est le « caractère de celui qui fait le mal intentionnellement et s'y complaît ». Contraire : bonté et gentillesse. Antonyme : amabilité. Il s'agit d'une notion dont la cause est débattue dans différentes disciplines : la philosophie, l'éthique et la psychologie.

## Philosophie de la méchanceté
Pour Socrate, nul n'est méchant volontairement. Cet intellectualisme moral suppose que la volonté choisit toujours ce que l'intelligence lui montre comme le meilleur. Socrate n'admet pas le libre-arbitre qui consisterait à choisir ce qu'on sait être moins bon, car un tel choix serait sans raison, sans explication. L'idée est ensuite reprise par Platon : 

« Il n'y a pas un seul sage à juger qu'il y ait un seul homme qui commette des fautes de son plein gré et qui, de son plein gré, réalise des actes laids et mauvais. Tout  au contraire, les sages savent parfaitement que tous ceux qui font des choses laides et mauvaises les font malgré eux ».

— Platon, Protagoras, 346 d-e.
Pour Kant, la méchanceté n'est pas un instinct naturel mais une volonté. L'homme est auteur du mal.

« La méchanceté ((la) vitiositas, pravitas) ou si l'on préfère, la corruption ((la) corruptio) du cœur humain, est le penchant de l'arbitre [du libre-arbitre] à des maximes qui font passer les motifs issus de la loi morale après d'autres (qui ne sont pas moraux). On peut l'appeler la perversité ((la) perversitas) du cœur humain parce qu'elle renverse l'ordre moral eu égard aux motifs du vrai libre arbitre, et bien qu'ainsi des actions bonnes selon la loi (légales) puissent toujours subsister, la manière de penser néanmoins se trouve par là pervertie en sa racine (en ce qui concerne l'intention morale) et pour cette raison on désigne l'homme comme mauvais ».

— Emmanuel Kant, Les derniers écrits de 1792-1793.
Nietzsche veut un renversement des valeurs. Il se proclame immoraliste.

« Dans la notion de l'homme bon, on prend parti pour tout ce qui est faible, malade, mal venu, pour tout ce qui souffre de soi-même, pour tout ce qui doit disparaître. La loi de la sélection est contrecarrée. On fait un idéal de l'opposition à l'homme fier et d'une bonne venue, à l'homme affirmatif qui est certain de l'avenir. Cet homme est désormais considéré comme l'homme méchant Et l'on a ajouté foi à tout cela, sous le nom de morale ! ».

— Friedrich Nietzsche, Ecce Homo, 1888.

## La querelle: bonté/méchanceté naturelles
Dans la philosophie occidentale, l'opposition entre Thomas Hobbes et Jean-Jacques Rousseau est bien connue :
- Pour Hobbes, à l'état de nature, « l'homme est un loup pour l'homme ».

« Il ne fait aucun doute que les deux formules sont vraies : l'homme est un dieu pour l'homme, et l'homme est un loup pour l'homme. La première, si nous comparons les citoyens entre eux, la seconde, si nous comparons les États entre eux. Là, l'homme parvient, par la justice et la charité, qui sont des vertus de paix, à ressembler à Dieu ; ici, même les hommes de bien doivent, à cause de la dépravation des méchants et s'ils veulent se protéger, recourir aux vertus guerrières – la force et la ruse – c'est-à-dire à la rapacité des bêtes. Or même si les hommes, par un penchant inné, s'imputent mutuellement cette rapacité dont ils font grief, en jugeant leurs propres actes dans la personne des autres comme on juge devant un miroir la gauche être la droite et la droite être la gauche, le droit naturel ne permet toutefois pas que ce qui provient de la nécessité de sa propre préservation soit un vice »,.

— Thomas Hobbes, De Cive, 1642.
- Pour Rousseau, l'homme naît bon, la société le pervertit.

« Le principe fondamental de toute morale, sur lequel j'ai raisonné dans tous mes écrits et que j'ai développé dans ce dernier avec toute la clarté dont j'étais capable, est que l'homme est un être naturellement bon, aimant la justice et l'ordre ; qu'il n'y a point de perversité originelle dans le cœur humain, et que les premiers mouvements de la nature sont toujours droits. J'ai fait voir que l'unique passion qui naisse avec l'homme, savoir l'amour de soi, est une passion indifférente en elle-même au bien et au mal ; qu'elle ne devient bonne ou mauvaise que par accident, et selon les circonstances dans lesquelles elle se développe. J'ai montré que tous les vices qu'on impute au cœur humain ne lui sont point naturels : j'ai dit la manière dont ils naissent ; j'en ai pour ainsi dire suivi la généalogie ; et j'ai fait voir comment, par l'altération successive de leur bonté originelle, les hommes deviennent enfin ce qu'ils sont. J'ai encore expliqué ce que j'entendais par cette bonté originelle, qui ne semble pas se déduire de l'indifférence au bien et au mal, naturelle à l'amour de soi. L'homme n'est pas un être simple ; il est composé de deux substances. Si tout le monde ne convient pas de cela, nous en convenons vous et moi, et j'ai tâché de le prouver aux autres. Cela prouvé, l'amour de soi n'est plus une passion simple mais elle a deux principes, savoir, l'être intelligent et l'être sensitif dont le bien-être n'est pas le même. L'appétit des sens tend à celui du corps, et l'amour de l'ordre à celui de l'âme. Ce dernier amour, développé et rendu actif, porte le nom de conscience ; mais la conscience ne se développe et n'agit qu'avec les lumières de l'homme. Ce n'est que par ces lumières qu'il parvient à connaître l'ordre, et ce n'est que quand il le connaît que sa conscience le porte à l'aimer. La conscience est donc nulle dans l'homme qui n'a rien comparé et qui n'a point vu ses rapports. Dans cet état, l'homme ne connaît que lui ; il ne voit son bien-être opposé ni conforme à celui de personne ; il ne hait ni n'aime rien ; borné au seul instinct physique, il est nul, il est bête : c'est ce que j'ai fait voir dans mon Discours sur l'inégalité. Quand, par un développement dont j'ai montré le progrès, les hommes commencent à jeter les yeux sur leurs semblables, ils commencent aussi à voir leurs rapports et les rapports des choses, à prendre des idées de convenance, de justice et d'ordre ; le beau moral commence à leur devenir sensible, et la conscience agit : alors ils ont des vertus ; et s'ils ont aussi des vices, c'est parce que leurs intérêts se croisent, et que leur ambition s'éveille à mesure que leurs lumières s'étendent. Mais tant qu'il y a moins d'opposition d'intérêts que de concours de lumières, les hommes sont essentiellement bons. Voilà le second état ».

— Jean-Jacques Rousseau, Lettre à C. de Beaumont, novembre 1762.
En Chine, une des discussions les plus reprises a été celle de la nature bonne ou mauvaise de l'homme. Selon Confucius, la nature humaine est originairement bonne. « L'homme, dès sa naissance, est constitué dans la droiture ». Tandis que Siun-tseu dit le contraire : « La nature humaine est mauvaise ; ce qu'elle a de bon est artificiel ; la nature humaine, dès la naissance, a l'amour du gain, et c'est parce qu'elle s'y conforme que naissent la rivalité et le vol, et que le désintéressement n'existe pas. »,.

## Psychologie de la méchanceté

### L'enfant méchant
Francine Lussier, neuropsychologue au Centre d’évaluation neuropsychologique et d’orientation pédagogique (CENOP) :

« Il y a plusieurs théories à ce sujet; pour ma part, je ne crois pas qu’il y ait des enfants méchants en soi. Il n’est toutefois pas exclu que des enfants qui ont des troubles neurologiques aient des comportements perturbants. Personne ne naît doux ou cruel, mais aucun être n’est non plus poli et raffiné à la naissance, disent les philosophes. Qui plus est, le fonctionnement psychique de l’enfant n’a rien à voir avec les règles de la vie en société… Il y a aussi une période où ils ont davantage besoin de s’affirmer – ce qu’on appelle le terrible two ou le terrible three; ils peuvent alors faire de grosses crises qui peuvent durer jusqu’à 45 minutes ! ».

« Avec l'adolescence, le fameux terrible two est sans doute la période qui suscite le plus de craintes chez les parents. Pourquoi ? Qu'est-ce qu'un bambin de deux ans peut bien faire pour être qualifié de terrible ? Vers l'âge d'un an, votre enfant commence à faire l'acquisition de deux habiletés qui vont changer sa vie : la marche et la parole. Il prend tout à coup conscience de sa relative indépendance et d'un pouvoir tout neuf : celui de dire non. Mais voilà, il a très peu de moyens pour faire son putsch. Il ne maîtrise pas la parole, est encore malhabile tant au point de vue de la marche que de la dextérité et ne sait pas encore comment reconnaître et gérer ses émotions. De là naît une grande frustration qui le pousse à faire des colères où les cris, les morsures et les coups se mêlent ».

## Agression animale
« Quand un animal en attaque un autre, nous pouvons dire qu'il s'agit d'une agression tout en pensant à la signification du comportement que nous observons. Si, toutefois, sous ce vocable d'« agression », nous faisons allusion à tous les comportements qui servent à intimider ou à blesser un autre organisme non seulement alors devons-nous inclure toute attaque physique mais encore d'autres manifestations telles que le chant des oiseaux, le fait de marquer son territoire par les odeurs ou la capture d'une proie. Cependant, un comportement prédateur, de l'avis général, n'est pas considéré comme une agression en elle-même, mais plutôt comme une motivation particulière associée à la faim. Un chat n'est pas agressif en s'attaquant à une souris ».